# Edmund Gilbert Baker
Edmund Gilbert Baker (1864-1949) foi um botânico e farmacêutico britânico. Era filho do botânico John Gilbert Baker.